# 西部鎮區 (內布拉斯加州諾克斯縣)
西部鎮區（英語：Western Township）是位於美國內布拉斯加州諾克斯縣的一個行政鎮區。

## 地方資料
西部鎮區的面積為72.75平方千米，當中陸地面積為72.52平方千米，而水域面積為0.23平方千米。根據2020年美國人口普查的數據，當地共有人口51人，而人口密度為每平方千米0.7人。